# Jahrbuch für Numismatik und Geldgeschichte

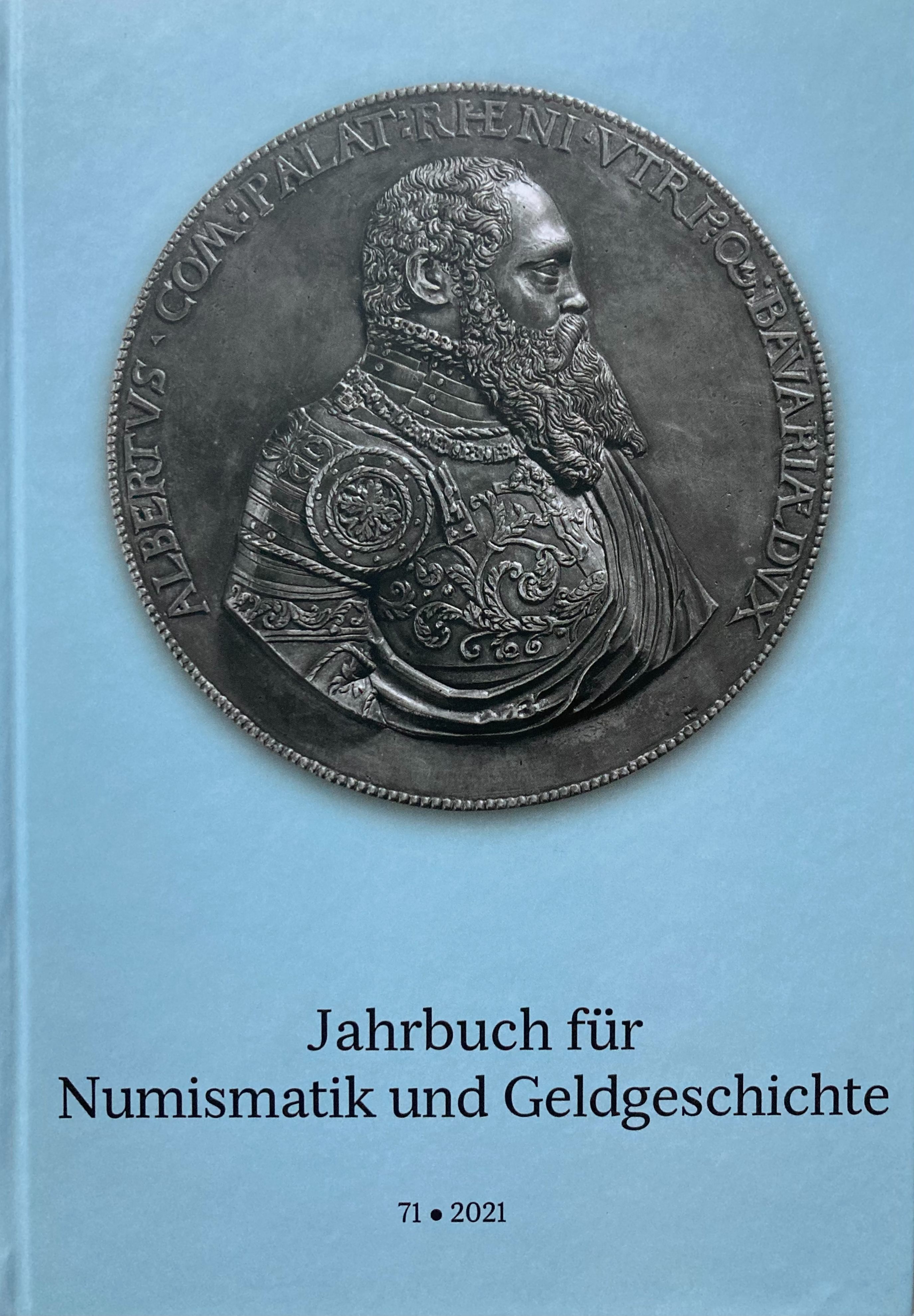
Jahrbuch für Numismatik und Geldgeschichte 71, 2021

Das Jahrbuch für Numismatik und Geldgeschichte (Abkürzung JNG) ist eine von der Bayerischen Numismatischen Gesellschaft (BNG) herausgegebene numismatische Zeitschrift. Es entsteht in Zusammenarbeit mit der Staatlichen Münzsammlung München und zahlreichen Experten, die am Peer Review teilnehmen. Der Fokus der Zeitschrift liegt auf neuen Erkenntnissen auf dem Gebiet der Numismatik, Medaillenkunde und Glyptik über alle Epochen. Die Auflage des Jahrbuch für Numismatik und Geldgeschichte liegt bei 550 Exemplaren, mit z. Zt. ca. 400 festen Abonnenten. Mitglieder der Bayerischen Numismatischen Gesellschaft beziehen den jeweils neuesten Jahrgang kostenlos, es ist auch über den Buchhandel erhältlich. Das Jahrbuch für Numismatik und Geldgeschichte hat die ISSN 0075-2711.
Redaktionsmitglieder sind zur Zeit M. Barth, Kay Ehling, Martin Hirsch, Dietrich Klose, und Hans-Christoph von Mosch. Im wissenschaftlichen Beirat des JNG sind Volker Heuchert, Oxford; Ulrike Peter, Berlin; Ulrich Pfisterer, München; Andreas Urs Sommer, Freiburg i. Breisgau; Christian Stoess, Berlin; Klaus Vondrovec, Wien; Ute Wartenberg, New York; Bernhard Woytek, Wien. In ihrer Generalversammlung am 15. November 2022 verlieh der Vorstand der Bayerischen Numismatischen Gesellschaft langjährigen Mitgliedern der JNG-Redaktion für ihre Arbeit die Ehrenmedaille der Gesellschaft. Frühere Redaktionsmitglieder waren u. a. Max Bernhart, Hans Gebhart, Konrad Kraft und Bernhard Overbeck. Autoren können ihre Beiträge über die Website der Bayerischen Numismatischen Gesellschaft bei der Redaktion einreichen.

## Geschichte
Von 1882 bis 1937 gab die Bayerische Numismatische Gesellschaft jährlich die Mitteilungen der Bayerischen Numismatischen Gesellschaft heraus. Durch den Anschluss Österreichs an das Deutsche Reich im März 1938 entstand eine neue Situation. In Wien begannen Verhandlungen mit der Numismatischen Gesellschaft wegen eines Beitritts der österreichischen Numismatischen Gesellschaft zur Deutschen Numismatischen Gesellschaft und der Zusammenfassung weiterer numismatischer Zeitschriften. Das daraus entstehende Deutsche Jahrbuch für Numismatik als „künftig die einzig wissenschaftlich-numismatische Jahreszeitschrift Großdeutschlands“ erschien 1938 bis 1941 in vier Jahrgängen in München als Fortsetzung der Numismatischen Zeitschrift (Wien), der Zeitschrift für Numismatik (Berlin) und der Mitteilungen der Bayerischen Numismatischen Gesellschaft. Die Absicht, die Bayerische Numismatische Gesellschaft in eine NS-Organisation einzugliedern, konnte jedoch vereitelt werden. Ab 1945 kamen die Aktivitäten der Gesellschaft dann praktisch zum Erliegen.
Erst am 4. Dezember 1947 konstituierte sich die Bayerische Numismatische Gesellschaft von Neuem. Zur Herausgabe eines neuen Jahrbuchs bildete sich ein Redaktionsausschuss (Max Bernhart, Hans Gebhart, Erich Hoffmann). Am 17. Dezember 1947 wurde das Bayerische Staatsministerium des Innern um die Lizenz für das Weiterbestehen der Gesellschaft gebeten, sodass ab März 1948 wieder zu regelmäßigen Mitgliederversammlungen eingeladen werden konnte. In der Zwischenzeit hatte die Währungsreform vom 20. Juni 1948 die Herausgabe der Nachfolge-Publikation verzögert, sodass erst 1949 der erste Band der neuen Publikationsreihe unter dem Titel Jahrbuch für Numismatik und Geldgeschichte in der Folge mit Unterstützung der Deutschen Forschungsgemeinschaft erscheinen konnte. Seit 1949 erscheint das Jahrbuch für Numismatik und Geldgeschichte regelmäßig. Aktuell liegt Band 73 für 2023 vor.